# Fédération du continent océanien de handball
La Fédération du continent océanien de handball (anglais : Oceania Continent Handball Federation, en abrégé OCHF) est l'instance qui regroupe les fédérations de handball d'Océanie. Elle organise les compétitions continentales, notamment les championnats d'Océanie des nations masculin et féminin. Créée le 9 juillet 1993 en tant que Fédération océanique de handball (OHF), elle a pris sa dénomination actuelle (OCHF) le 21 avril 2011.
Depuis 2018, l'Australie et la Nouvelle-Zélande participent au Championnat d'Asie masculin et féminin.

## Membres
- Australie
- Îles Cook
- Nouvelle-Zélande
- Îles Salomon
- Samoa
- Tuvalu
- Vanuatu
- Kiribati
- États fédérés de Micronésie
- Samoa américaines
- Nouvelle-Calédonie
- Îles Mariannes du Nord
- Tahiti
- Guam

## Compétitions organisées
| Type       | Compétition masculine | Compétition féminine  |
| ---------- | --------------------- | --------------------- |
| Sélections | Championnat d'Océanie | Championnat d'Océanie |
| Clubs      | Ligue des champions   | Ligue des champions   |

## Controverse sur le Mondial 2015
Le 26 avril 2014, l'Australie, vainqueur du Championnat d'Océanie 2014, obtient sa qualification pour participer au Championnat du monde 2015 au Qatar. Néanmoins, le 8 juillet 2014, la Fédération internationale (IHF) a statué sur la situation du handball en Océanie. Ne reconnaissant pas la Confédération Continentale d'Océanie, l'IHF décide d'exclure l'Australie qui, pourtant, a participé à 7 des 8 précédents championnats du monde et figure parmi les participants masculins et féminins du Mondial de beach-handball organisé par l'IHF quelques semaines plus tard. Pour les remplacer, l'IHF a choisi de désigner l'équipe la mieux placée au Mondial 2013 mais qui n'avait pas obtenu sa qualification : l'Allemagne, classée 5e, est donc repêchée au détriment de l'Islande qui avait pourtant été désigné par la Fédération européenne (EHF) comme nation remplaçante pour la zone Europe. 
Une controverse naît alors dans le monde du handball ou du sport en général du fait que l'exclusion de l'Australie arrive bien après qu'elle a obtenu sa qualification, que l'IHF a changé très tardivement son règlement permettant de désigner l'équipe remplaçante, que le choix de cette équipe remplaçante, l'Allemagne, pourrait être dictée par des raisons extra-sportives (l'Allemagne a une forte influence financière, politique et historique) et que l'Allemagne ne figurait pas parmi les 3 équipes désignées par l'EHF (Islande, Hongrie et Serbie). Le 16 juillet 2014, l'IHF publie un communiqué justifiant ses choix et confirme sa décision d'évincer l'Australie au profit de l'Allemagne.